# Pleurospermum cicutarium
Pleurospermum cicutarium är en flockblommig växtart som beskrevs av David Nathaniel Friedrich Dietrich. Pleurospermum cicutarium ingår i släktet piplokor, och familjen flockblommiga växter. Inga underarter finns listade i Catalogue of Life.